# Pacto de Neutralidad
El Pacto de Neutralidad soviético-japonés (日ソ中立条約, Nisso Chūritsu Jōyaku en japonés) (Пакт о нейтралитете между СССР и Японией en ruso) fue un tratado de paz firmado el 13 de abril de 1941 que puso término a la guerra no declarada entre Japón y la Unión Soviética que había comenzado unos años antes.

## Historia
Desde comienzos de los años 30 venían sucediéndose numerosos conflictos en la frontera entre el gobierno títere nipón de Manchukuo y la Unión Soviética, aunque estos se vieron estabilizados tras el triunfo del mariscal soviético Zhúkov en la batalla de Jaljin Gol de 1939. La aplastante victoria soviética y la inesperada firma del pacto de no agresión germano-soviético impulsaron a los japoneses a rubricar un tratado con los soviéticos para tratar de evitar una acometida por parte de estos.
El Tratado lo firmaron en el Kremlin de Moscú el 13 de abril de 1941 el ministro de Asuntos Exteriores soviético Viacheslav Mólotov y Yōsuke Matsuoka, su homólogo japonés. La redacción final se debió fundamentalmente a este. En la parte fundamental del mismo, se establecía la neutralidad de las partes en caso de guerra entre una de ellas con otro país, por el plazo de cinco años. Se estipulaba también la integridad territorial de Mongolia y Manchukuo, comprometiéndose cada país a respetar ambas. El acuerdo se debió fundamentalmente a que Japón cedió en sus posiciones, si bien con el objetivo de debilitar al Gobierno chino y de reforzar su posición frente a los Estados Unidos y el Reino Unido.

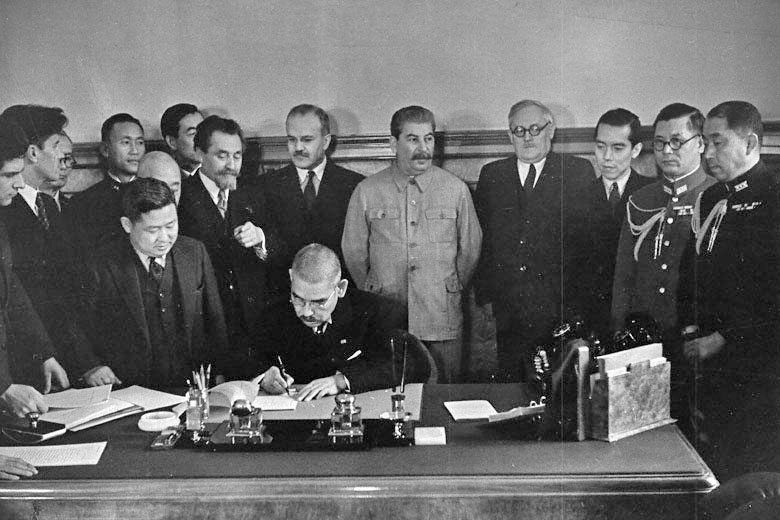
Momento de la firma del Pacto, en presencia de Stalin y los diplomáticos de ambas partes.

Durante el curso de la Segunda Guerra Mundial, en 1941, Japón sopesó romperlo[cita requerida], una vez iniciada por parte de la Alemania nazi la invasión a la Unión Soviética. El no declarar la guerra a la URSS le permitió a Japón llevar a cabo su «campaña del Pacífico» en vez de su estrategia norteña. Esto, a su vez, permitió a Stalin trasladar sus experimentadas tropas siberianas al frente oriental, específicamente a la batalla de Moscú, una vez que tuvo la seguridad de no ser atacado por el oriente. Esta vital información fue proporcionada por el espía soviético Richard Sorge.
El 5 de abril de 1945, la Unión Soviética informó al Gobierno de Japón que denunciaba el tratado y por tanto este dejaba de tener validez para los soviéticos. Sin embargo, presionado por el embajador japonés en Moscú, Naotake Sato, Molotov confirmó que a pesar de todo el Pacto tendría vigencia hasta abril de 1946. Cuatro meses después, la URSS declaraba la guerra al Imperio de Japón, llevando adelante la Operación Tormenta de Agosto, cumpliendo su promesa de entrar en la guerra en el océano Pacífico tres meses después de terminada la guerra en Europa, dando por roto el pacto.